# خواکین دل اولمو
خواکین دل اولمو (اسپانیایی: Joaquín del Olmo‎؛ زادهٔ ۲۰ آوریل ۱۹۶۹) بازیکن سابق و مربی فوتبال اهل مکزیک است.
از باشگاه‌هایی که در آن بازی کرده‌است می‌توان به باشگاه فوتبال آمریکا، باشگاه فوتبال تیگرس اونال، باشگاه فوتبال ویتس‌آرنهم، و باشگاه فوتبال اونیورسیداد ناسیونال اشاره کرد.
وی همچنین در تیم ملی فوتبال مکزیک بازی کرده‌است.